# Michał Danielak
Michał Danielak (ur. 4 sierpnia 1865 we Lwowie, zm. 20 września 1918 w Krakowie) – polski adwokat, działacz ludowy, poseł do austriackiej Rady Państwa.

## Życiorys
Był synem szewca Antoniego i Magdaleny z Repichowskich. Ukończył C. K. Gimnazjum Franciszka Józefa we Lwowie (1887), a następnie wydział prawa uniwersytetu lwowskiego jak doktor praw (1896). Odbył praktykę sądową w Krakowie i adwokacką w Wiedniu i Krakowie. Od 1910 prowadził kancelarię adwokacką w Krakowie. Od okresu szkolnego interesował się życiem politycznym, zaś w okresie studiów był wiceprezesem Czytelni Akademickiej. Tutaj też związał się grupą młodzieży gimnazjalnej i akademickiej skupionej wokół powstańca listopadowego Mieczysława Darowskiego. Ten ostatni wywarł zresztą duży wpływ na późniejszą postawę i poglądy polityczne Danielaka. W okresie studiów był redaktorem przeznaczonych dla ludu pism: „Chata” i „Nowiny”. Członek Ligi Polskiej (1889-1893). Jeden z inicjatorów powstania, a następnie organizator Towarzystwa Szkoły Ludowej (1891), przez wiele lat członek Zarządu TSL. Był także publicystą, w latach 1890–1894 współpracownikiem, a następnie korespondentem i publicystą demokratycznej „Nowej Reformy”. Na łamach tej gazety publikował artykuły o tematyce społecznej i politycznej. W roku 1894 został przez redakcję gazety wysłany jako sprawozdawca do relacjonowania odbywającego się w Wilnie tzw. procesu Krożan. Przesyłane przez niego materiały były następnie zamieszczane nie tylko w galicyjskich gazetach, ale także w prasie zaboru pruskiego.
Po przeniesieniu do Krakowa był jednym z czołowych członków Towarzystwa Gimnastycznego „Sokół”. Związał się także ze Stronnictwem Chrześcijańsko-Ludowym ks. Stanisława Stojałowskiego. Współpracownik „Wieńca” i „Pszczółki” (1897) Był jednym z organizatorów tej partii, a także redaktorem i wydawcą jej organu „Obrona Ludu”. Poseł do austriackiej Rady Państwa IX kadencji (27 marca 1897 – 8 czerwca 1900), z kurii IV gmin wiejskich, okręgu wyborczego nr 1 (Kraków-Wieliczka–Chrzanów) i X kadencji (31 stycznia 1901 – 30 stycznia 1907), z kurii V, okręgu wyborczego nr 4 (Nowy Sącz-Nowy Targ-Grybów-Gorlice-Limanowa-Myślenice). W parlamencie brał udział w licznych debatach, zaciekle zwalczał konserwatystów krakowskich, stąd na ogół i on sam i jego ugrupowanie nie wchodziło wówczas w skład Koła Polskiego w Wiedniu. W IX kadencji był członkiem klubu Stronnictwa Chrześcijańsko-Ludowego, od 23 marca wiceprzewodniczącym klubu. 10 listopada 1898 wystąpił z niego pozostając do końca kadencji posłem niezrzeszonym tzw. „dzikim”. W X kadencji należał do Koła Polskiego najpierw w grupie posłów Stronnictwa Chrześcijańsko-Ludowego, a od końca 1901 Polskiego Stronnictwa Demokratycznego.
W ramach swej kancelarii prowadził bezpłatne porady prawne dla chłopów. Wielki miłośnik polskich Tatr. W Zakopanem był właścicielem willi „Mazowsze” i „Warszawianka”. Był także przez kilka lat wiceprezesem Komisji Klimatycznej, która odpowiadała za prowadzenie miejscowego uzdrowiska. W okresie pracy w Radzie Państwa został wybrany członkiem Komisji Koła Polskiego do sprawy zatargu z Węgrami o Morskie Oko. Po wygaśnięciu mandatu w Radzie Państwa nadal wspierał swoimi działaniami interesy Zakopanego i regionu. Należał do grona propagatorów przyrody tatrzańskiej. Przyjaciel Teofila Lenartowicza.
Podczas I wojny światowej brał udział w organizacjach opiekuńczych pod egidą Naczelnego Komitetu Narodowego.
Ożenił się z Marią z Kosmowskich, mieli dwie córki i dwóch synów. Pochowany na cmentarzu Rakowickim w Krakowie.